# Collegio uninominale Emilia-Romagna - 03 (Senato della Repubblica 2017)
Il collegio elettorale uninominale Emilia-Romagna - 03 è stato un collegio elettorale uninominale della Repubblica Italiana per l'elezione del Senato tra il 2017 ed il 2022.

## Territorio
Come previsto dalla legge elettorale italiana del 2017, il collegio era stato definito tramite decreto legislativo all'interno della circoscrizione Emilia-Romagna.
Era formato dal territorio di 47 comuni: Anzola dell'Emilia, Argelato, Argenta, Baricella, Bentivoglio, Berra, Borgo Tossignano, Budrio, Calderara di Reno, Casalfiumanese, Castel del Rio, Castel Guelfo di Bologna, Castel Maggiore, Castello d'Argile, Castenaso, Codigoro, Comacchio, Copparo, Crevalcore, Dozza, Ferrara, Fiscaglia, Fontanelice, Formignana, Galliera, Goro, Granarolo dell'Emilia, Imola, Jolanda di Savoia, Lagosanto, Malalbergo, Masi Torello, Mesola, Minerbio, Molinella, Mordano, Ostellato, Pieve di Cento, Portomaggiore, Ro, Sala Bolognese, San Giorgio di Piano, San Giovanni in Persiceto, San Pietro in Casale, Sant'Agata Bolognese, Tresigallo, Voghiera.
Il collegio era parte del collegio plurinominale Emilia-Romagna - 01.

## Eletti
| Elezione | Elezione | Senatore        | Partito           |
| -------- | -------- | --------------- | ----------------- |
|          | 2018     | Alberto Balboni | Fratelli d'Italia |

## Dati elettorali

### XVIII legislatura
Come previsto dalla legge elettorale, 116 senatori erano eletti con sistema a maggioranza relativa in altrettanti collegi uninominali a turno unico.
| Candidati              | Candidati                 | Voti    | %     | Liste                           | Voti    | %     |
| ---------------------- | ------------------------- | ------- | ----- | ------------------------------- | ------- | ----- |
|                        | Alberto Balboni ✔️ Eletto | 117 422 | 34,36 | Lega                            | 70 926  | 20,75 |
| Forza Italia           | Alberto Balboni ✔️ Eletto | 117 422 | 34,36 | 34 332                          | 10,05   |       |
| Fratelli d'Italia      | Alberto Balboni ✔️ Eletto | 117 422 | 34,36 | 10 715                          | 3,14    |       |
| Noi con l'Italia - UDC | Alberto Balboni ✔️ Eletto | 117 422 | 34,36 | 1 449                           | 0,42    |       |
|                        | Sandra Zampa              | 104 929 | 30,70 | Partito Democratico             | 91 455  | 26,76 |
| +Europa                | Sandra Zampa              | 104 929 | 30,70 | 8 966                           | 2,62    |       |
| Italia Europa Insieme  | Sandra Zampa              | 104 929 | 30,70 | 2 773                           | 0,81    |       |
| Civica Popolare        | Sandra Zampa              | 104 929 | 30,70 | 1 735                           | 0,51    |       |
|                        | Ezio Roi                  | 90 944  | 26,61 | Movimento 5 Stelle              | 90 944  | 26,61 |
|                        | Eulalia Grillo            | 14 850  | 4,35  | Liberi e Uguali                 | 14 850  | 4,35  |
|                        | Lorenzo Gatto             | 3 062   | 0,90  | Partito Comunista               | 3 062   | 0,90  |
|                        | Giuseppe Limantri         | 3 045   | 0,89  | Potere al Popolo!               | 3 045   | 0,89  |
|                        | Rosa Maria Morganti       | 2 070   | 0,61  | Il Popolo della Famiglia        | 2 070   | 0,61  |
|                        | Giuseppe Vista            | 1 899   | 0,56  | CasaPound                       | 1 899   | 0,56  |
|                        | Vita Staffieri            | 1 774   | 0,52  | Italia agli Italiani            | 1 774   | 0,52  |
|                        | Davide Malosti            | 697     | 0,20  | Destre Unite - Forconi          | 697     | 0,20  |
|                        | Giuliano Fiorini          | 585     | 0,17  | Per una Sinistra Rivoluzionaria | 585     | 0,17  |
|                        | Pietro Cassanelli         | 474     | 0,14  | PRI - ALA                       | 474     | 0,14  |
| Totale                 | Totale                    | 341 751 | 100   |                                 | 341 751 | 100   |
|                        |                           |         |       |                                 |         |       |
| Voti non validi        | Voti non validi           | 10 498  | 2,98  |                                 |         |       |
| Votanti                | Votanti                   | 352 249 | 79,50 |                                 |         |       |
| Elettori               | Elettori                  | 443 096 |       |                                 |         |       |